# Agalinis digitalis
Agalinis digitalis är en snyltrotsväxtart som först beskrevs av George Bentham, och fick sitt nu gällande namn av K. Barringer. Agalinis digitalis ingår i släktet Agalinis och familjen snyltrotsväxter. Inga underarter finns listade i Catalogue of Life.